# El mundo entre amigos

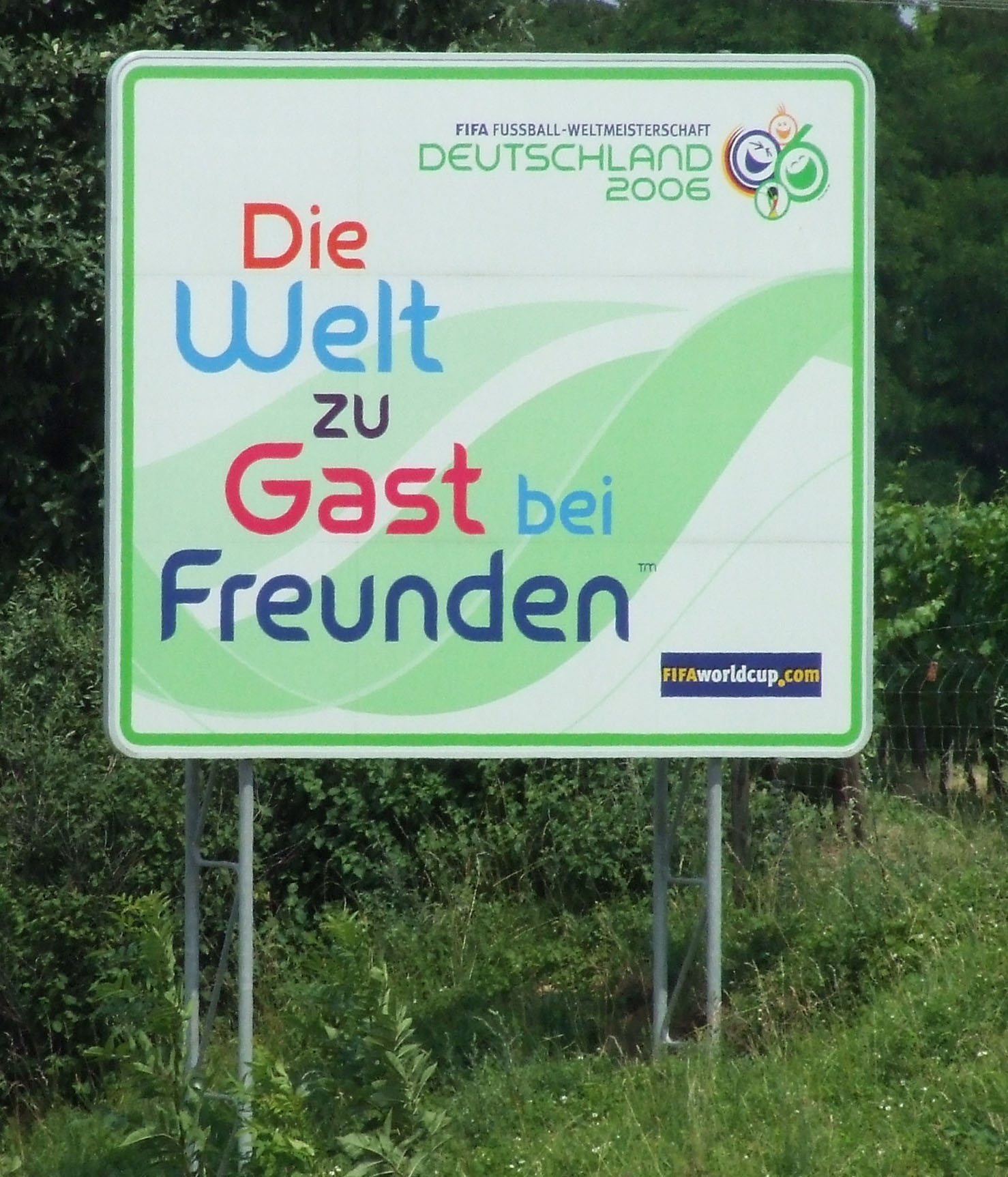
Cartel en la carretera A63 de Alemania que presenta la frase «Die Welt zu Gast bei Freunden»™.

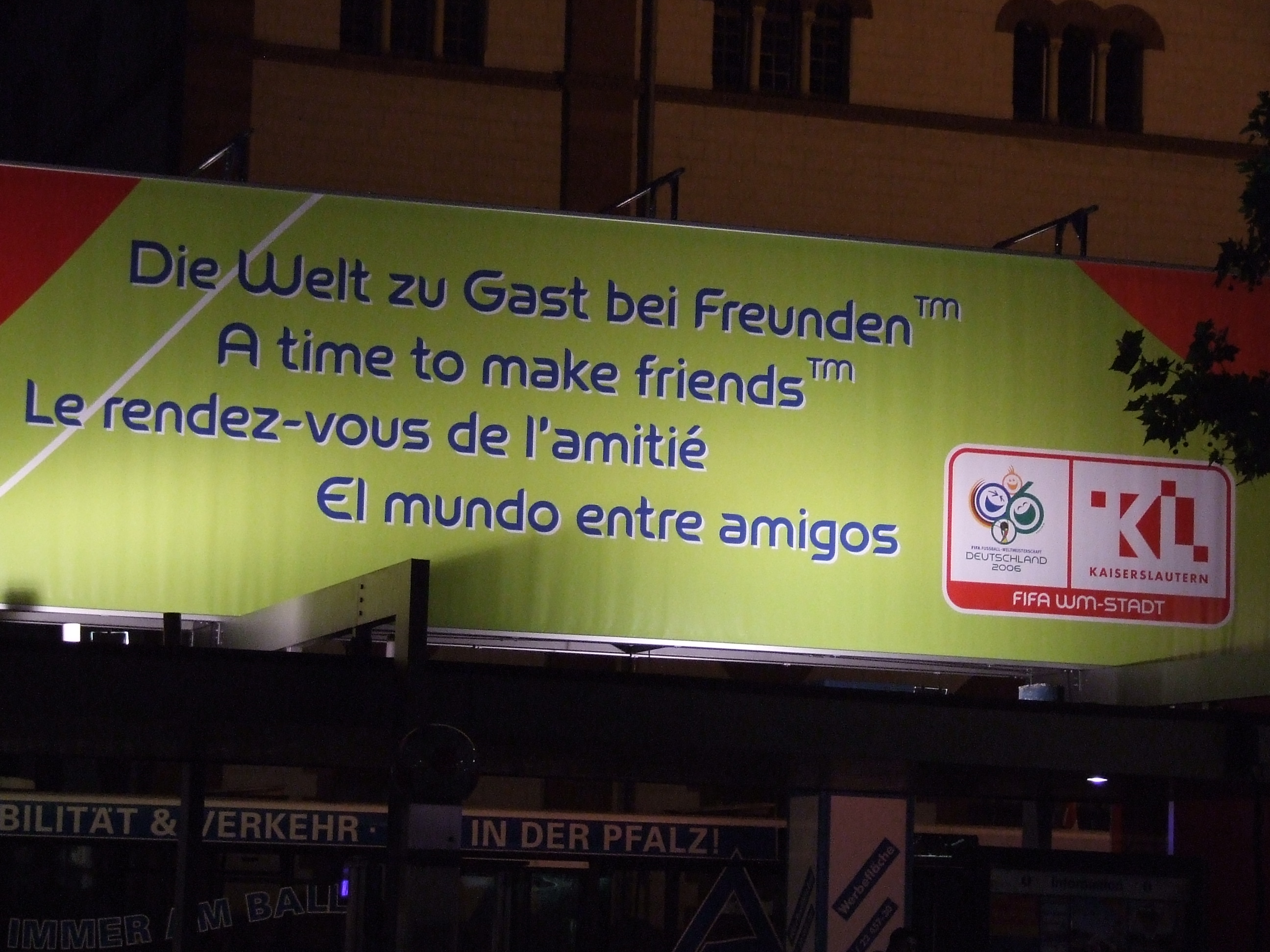
El lema en diversos idiomas, en Kaiserslautern.

«El mundo entre amigos» es el lema oficial de la Copa Mundial de Fútbol de 2006, realizada entre el 9 de junio y el 9 de julio de 2006 en Alemania. Este lema fue presentado el 19 de noviembre de 2002 en el Arena AufSchalke de Gelsenkirchen.
El lema, que originalmente se llama Die Welt zu Gast bei Freunden™ en alemán, traducido a algo como El mundo invitado entre amigos, fue creado por el director del programa cultural del torneo, André Heller. Este lema intenta expresar la hospitalidad y afectuosidad del pueblo alemán, tradicionalmente considerado parco y frío. El lema tuvo éxito y se volvió parte del ambiente del torneo que se caracterizó por la alegría y la calidez de los anfitriones.
En otros idiomas, el lema varió levemente para ajustarse a los patrones de los diferentes idiomas. Junto a las versiones en español y alemán ya mencionadas, fueron oficialmente aceptadas las versiones en inglés «A time to make friends»™ (Un tiempo para hacer amigos) y en francés «Le rendez-vous de l'amitié» (El encuentro de la amistad)

## Uso

Sello postal con el lema.

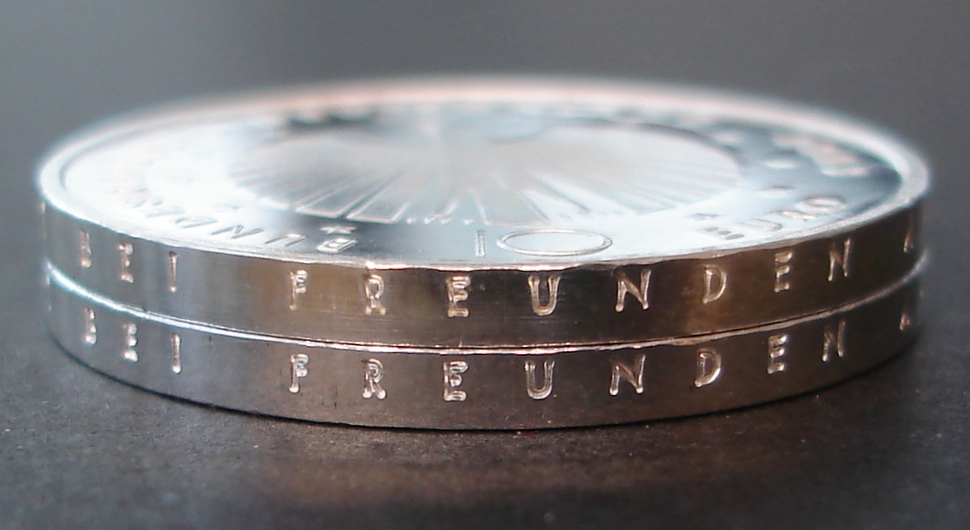
Moneda conmemorativa de € 20 con el lema.

El lema fue utilizado en diversas señaléticas establecidas en las principales vías de Alemania. El Ministerio de Transportes de dicho país junto a la FIFA instaló 55 letreros de bienvenida en los diversos pasos fronterizos del país (con el lema en alemán y en el idioma del país vecino), 51 pancartas dentro del país con el lema en idioma alemán y 19 en idioma inglés.
El Deutsche Post AG (servicio postal alemán) emitió el 9 de febrero de 2006 una serie de estampillas conmemorativas del torneo. Aunque el lema del torneo no aparece directamente en los sellos, los timbres sí incluían la frase Die Welt zu Gast bei Freunden™
De igual forma, el Ministerio de Finanzas alemán emitió dos series de monedas conmemorativas de 10 euros, una el 5 de junio de 2003 y otra el 2 de mayo de 2006.